# Красноборск (Ульяновская область)
Красноборск — село в Тереньгульском районе Ульяновской области. Административный центр Красноборского сельского поселения.
Находится на реке Чамбул.

## История
Село было основано и названо по фамилии первого его владельца, симбирского воеводы — стольника Степана Афанасьевича Собакина (1697—1699).
По другой версии, село основано в конце XVI века ближним родственником третьей жены Ивана Грозного Марфы Васильевны, окольничим Собакиным, получившим здесь огромные земельные владения. Он переселил сюда из центральной части России часть крепостных и новое селение назвал Ивановкой в честь царя. По преданиям, до этого место, выбранное для деревни носило татарское название Чамбул. После основания Ивановки церковь была освящена по празднику Усекновения Главы Иоанна-Предтечи — тоже в честь царя. Узнав об этом Иван Грозный подарил новой церкви шитые серебром одежды для притча.
В середине XVIII века селение принадлежало дворянам Соковниным, один из которых выстроил в нём красивую каменную церковь, ныне, утраченную.
В XIX веке для жизни села огромное значение имела старая торговая дорога из Оренбурга к Сурской пристани, по которой зимой возили мороженую рыбу, а летом — зерно, и гнали по ней скот. В окрестностях дороги в лесистой местности укрывалось в те времена немало разбойничьих шаек. У купцов, проезжавших по этой дороге, даже поговорка сложилась на этот счет: «Проехал благополучно Тереньгу — служи молебен, а, проехав Собакино, надо служить обедню».
В 1746 году д. с. с. Петром Алексеевичем Соковниным был построен каменный храм. Престолов в нём три: главный — во имя Живоначальные Троицы и в приделах: в одном — в честь Успения Божией Матери и в другом — во имя св. прор. Предтечи и Крестителя Господня Иоанна, в селе есть деревянная часовня, куда совершается крестный ход 29 августа.
В 1780 году село Ивановское Чамбул тож и Собакино, при речке Чамбуле, помещиковых крестьян, жило 530 ревизских душ, вошло в состав Сенгилеевского уезда Симбирского наместничества.
В 1859 году в селе Собакино (Ивановское, Чамбул), в 243 дворах жило 1758 жителя, имелась церковь.
Начальное земское училище существует с 1876 года.
В годы первой русской революции крестьяне разгромили усадьбы купчихи Карповой и подожгли усадьбу помещика Теплова.
В 1913 году в селе, Собакино (Чамбул, Ивановское), было 430 дворов, 1478 жителей (русские), каменная Троицкая церковь, построенная на средства помещика П. А. Соковнина в 1746 (утрачена), старообрядческий молитвенный дом, земская школа, волостное правление, торговые лавки, ежегодная ярмарка 29 августа, еженедельные базары по вторникам, усадьбы дворян Ермоловых, Ивановых и других.
В марте 1919 года крестьяне поддержали «Чапанный мятеж».
Колхоз «Волна революции» организован в 1930 году. В 1975 году колхоз преобразован в совхоз «Красноборский».
В 1935 году появился колхозный кирпичный завод.
В 1939 году — МТС, обслуживавшая 15 колхозов.
На фронтах Великой Отечественной войны из 400 мобилизованных человек, погибли 125, установлен Памятник—обелиск.
В 1960 году указом Президиума Верховного Совета РСФСР село Собакино переименовано в Красноборск.
с 2005 года — административный центр Красноборского сельского поселения.

## Население
| 2010 |
| ---- |
| 852  |

В 1780 году — 530 ревизских душ
В 1859 году — 1758 жителя.
В 1897 году в селе было 405 дворов и 1857 человек.
В 1900 году в с. Собакине в 185 дворах жило: 739 м и 792 ж.;
К 1910 году число дворов — 307, жителей 1551 человек.
В 1913 в селе Собакино (Чамбул, Ивановское), было 430 дворов, 1478 жителей (русские).
В 1930 году, село состояло из 352 дворов с населением в 3812 человек.
В 1996 году — население 1397 человек, преимущественно русские.

## Инфраструктура
В селе находится центральная усадьба колхоза, ДК, парк Трудовой славы, библиотека, почта, отделение сбербанка, гостиница, несколько магазинов, участковая больница, аптеки, детский комбинат, столовая, служба быта и другие. Центр СПК «Красноборский».